# 金卡
金卡（Jinka）是埃塞俄比亞南部南方各族州的市集小鎮，座標5°47′N 36°34′E / 5.783°N 36.567°E，海拔1,490米。金卡市內有電力供應、電話、郵遞服務、銀行和醫院，從2009年5月每天供電時間增加為16至24小時。根據埃塞俄比亞中央統計局2005年人口普查的資料，金卡人口約22,475，其中男性11,774人，女性10,701人。
5°47′N 36°34′E / 5.783°N 36.567°E